# Jürgen Prott
Jürgen Prott (* 17. November 1942 in Münster) ist ein deutscher Soziologe und Hochschullehrer

## Werdegang
Prott absolvierte nach Mittlerer Reife eine Lehre als Schriftsetzer und war von 1962 bis 1964 als Schriftsetzer und Zeitungsredakteur tätig. Er wurde Mitglied der Gewerkschaft Druck und Papier. Auf dem Zweiten Bildungsweg erlangte er die Hochschulreife und studierte an der Hochschule für Wirtschaft und Politik in Hamburg und wurde zum Volkswirt graduiert. Danach setzte er sein Studium mit Soziologie und Wirtschafts- und Sozialgeschichte an der Universität Hamburg fort.
Von November 1978 bis April 1981 war er als Professor für Kommunikationswissenschaft am Institut für Publizistik der Freien Universität Berlin tätig. Von Mai 1981 bis Februar 2008 war er Professor für Industrie- und Betriebssoziologie an der Universität in Hamburg. Er hat über Fragen der Arbeitszufriedenheit und Betriebsorganisation, der Berufs-, Gewerkschaftssoziologie und Modernisierung von Gewerkschaften geforscht und publiziert.

## Schriften (Auswahl)
- Gewerkschaftspresse : Gegenöffentlichkeit durch Mitgliederzeitschriften Marburg : Schüren 1991 (Behandelt werden u. a. die Zeitschriften der Vorgängergewerkschaften: Deutsche Postgewerkschaft: Deutsche Post; Gewerkschaft Handel, Banken und Versicherungen: ausblick; IG Medien – Druck und Papier, Publizistik und Kunst: Kontrapunkt; Gewerkschaft Öffentliche Dienste, Transport und Verkehr: ötv-magazin.)
- Betriebsorganisation und Arbeitszufriedenheit. Einführung in die Soziologie der Arbeitswelt. VS Verlag für Sozialwissenschaften, Wiesbaden 2001
- Grundkurs Soziologie – Eine Einführung für Studienanfänger, Autorenverlag K. M. Scheriau, Berlin 2001, ISBN 3-8311-2983-5
- Hauptamtliche. Zerreißproben örtlicher Gewerkschaftsarbeit. (mit Axel Keller), Westfälisches Dampfboot, Münster 2002
- Öffentlichkeit und Gewerkschaften. Westfälisches Dampfboot, Münster 2003
- Unternehmenskultur und Personalführung im betrieblichen Alltag. Hampp, München und Mering 2004
- Vertrauensleute. Ehrenamtliche Gewerkschaftsfunktionäre zwischen Beruf und sozialer Rolle. Westfälisches Dampfboot, Münster 2006
- Zukunft für Betriebsräte – Perspektiven gewerkschaftlicher Betriebspolitik. Westfälisches Dampfboot, Münster 2013
- Nachhaltig im Ehrenamt. Gewerkschaftliche Vertrauensleute in der Bewährung. Hampp, München und Mering 2015
- Aufstieg und Identität. Erinnerungen und soziologische Reflexionen. 2 Bde., Autorenverlag K.M. Scheriau, Berlin 2018
- Konfliktfall Solidarität. Geschichten und Analysen aus einer erschöpften Lebenswelt.  Steidl, Göttingen 2021.
- Die zerstörte Öffentlichkeit, Die Bundesrepublik auf dem Weg zum Kommerzfunk, Steidl Verlag, Göttingen 1986, ISBN 3-88243-052-4